# 聖路易斯 (密歇根州)
聖路易斯（英語：St. Louis）是一個位於美國密歇根州格拉希厄特縣的城市。

## 人口
根據2020年美國人口普查的數據，聖路易斯的面積為9.06平方千米，當中陸地面積為8.59平方千米，而水域面積為0.47平方千米。當地共有人口7010人，而人口密度為每平方千米774人。